# Anoplodactylus erectus
Anoplodactylus erectus is een zeespin uit de familie Phoxichilidiidae. De soort behoort tot het geslacht Anoplodactylus. Anoplodactylus erectus werd in 1904 voor het eerst wetenschappelijk beschreven door Leon Jacob Cole.
De soort werd in 1895 ontdekt voor de kust van Californië. De typelocatie is San Diego.